# (Л)АДМЕ(Р) систем
(Л)АДМЕ(Р) представља акроним за процесе којима лек подлеже од уноса у организам до елиминације из организма. Односи се на ослобађање (либерација), ресорпцију (апсорпција), расподелу (дистрибуција), метаболизам, елиминацију (екскреција, излучивање) и одговор (реакцију) организма на лек. Дисциплине које се баве проучавањем овог система су биофармација (ослобађање и у мањој мери апсорпција), фармакокинетика (апсорпцију, дистрибуцију, метаболизам и екскрецију) и фармакодинамика (одговор организма и у мањој мери расподелу, метаболизам и излучивање). Како ослобађање лека и одговор организма на лек нису предмет проучавања фармакокинетике, фармакокинетичари говоре о овом систему као о АДМЕ систему.

## Ослобађање
За апсорпцију орално примењених лекова неопходно је да лековита супстанца буде растворена у гастроинтестиналној течности. До Другог светског рата је поуздано установљено да различити препарати који садрже исту лековиту супстанцу у истој количину постижу различит ефекат у организму. Установљено је да је један од проблема степен и брзина ослобађања супстанци, на које утичу:
- сама хемијска структура лековите супстанце (пре свега поларност молекула)
- физичке особине лековите форме (тврдоћа, распадљивост и сл.)
- врста и количина помоћних материја – ексципијенаса
- тип лековитог препарата и начин уноса у организам
- технолошке операције употребљене у производњи лека

Лекови примењени у облику раствора уопште не пролаз кроз ову фазу, док сви остали орални препарати морају прво да слободе лековиту супстанцу. Процес ослобађања се може контролисати као начин заштите лековите супстанце (супстанце осетљиве на дејство желудачне киселине производе се у облику гастрорезистентних/ентеросолуболних таблета и капсула) или ради модификације брзине ослобађања (облику ретард препарата).
Осим при енетралном уносу, ослобађање је неопходно и при другим путевима примене када се жели системско дејство лека а не примењује се интраваскуларно (нпр. при примени трансдермалних фластера).
На процес ослобађања могу утицати и друге присутне супстанце – метални јони могу са тетрациклинима стварати хелате, присуство хране изазива лучење протеиназа које онда могу разорити лекове који су по својој структури полипептиди и сл.

## Ресорпција
Ресорпција је процес преласка лековите супстанце са места примене у системску циркулацију. Предуслов за ресорпцију је ослобађање супстанце из лека. Везивање лека за површину коже се назива адсорпција, а пролазак лекова у дубље слојеве коже, али без уласка у системску циркулацију пенетрација. Када лек уђе у капиларе и преко њих у системску циркулацију, долази до ресорпције.
Механизми ресорпције су, према значају:
1. пасивна дифузија
2. конвективни транспорт
3. активни транспорт
4. олакшани транспорт
5. транспорт јонских парова
6. пиноцитоза

Физичко-хемијске особине лекова које утичу на ресорпцију су
1. растворљивост
2. партициони коефицијент (уље/вода)
3. степен дисоцијације и

На ресорпцију (и дистрибуцију) лекова значајно утичу и транспортни протеини задужени за ефлукс ксенобиотика, пре свих P-гликопротеин (P-gp).

## Расподела
Расподела (дистрибуција) представља повратан или неповратан прелаз лека у један или више фармакокинетичких простора. Од расподеле треба разликовати распоређивање (диспозицију) лекова, која осим дистрибуције обухавата и друге делове Л/АДМЕ/Р система. Неки аутори под диспозицијом подразумевају дистрибуцију, метаболизам и екскрецију (ДМЕ), а други ослобађање, ресорпцију и расподелу (ЛАД).
Расподела се описује запремином расподеле и одговарајућим константама брзине расподеле (…).
На расподелу утичу (као најзначајнији, али не и једини фактори) липосолубилност лека, везивање лека за протеине плазме и количина масног ткива.
Редистрибуција је појава да лек са места деловања оде на друга места у организму и дешава се се код високо липофилних лекова примењених брзом (болус) инјекцијом или инхалацијом.

## Метаболизам
Метаболизам лека је вишестепени процес који се полазно једињење или примарни метаболит преводи у један или више метаболита или секундарних метаболита. У метаболизму учествује низ ензима. Заједно са излучивањем, метаболизам учествује у елиминацији лекова.
Метаболити су по правилу хидросолубилнији од полазних једињења (поларнији су), због чега се мање везују за протеине плазме, мање се депонују у масном ткиву и лакше се излучују.
Метаболизам се дели у 3 фазе. У првој фази се у постојећи молекул уводе нове функционалне групе. У другој фази се полазно једињење или његови метаболити из прве фазе конјугују са неким ендогеним молекулом, и ово су праве реакције детоксикације. Највећи капацитет има глукуронидација – конјугација са глукуронском киселином. Трећа фаза представља метаболизам конјугата глутатиона при чему настају цистеин-конјугати и меркаптурне киселине.
Неки лекови (нпр. сахарин) се не метаболизују већ се излучују у непромењеном облику.
На метаболизам утичу бројни фактори: унутрашњи (врста, генетички фактори, старост, пол, хормони, болести) и спољашњи (исхрана и фактори околине).
Лекови примењени ентерално подлежу метаболизму првог пролаза пре него што уопште доспеју у системску циркулацију.

## Излучивање
Заједно са метаболизмом, у елиминацији лекова учествује и излучивање (екскреција), којим се лек (или његови метаболити) коначно уклањају из организма. Неполарни молекули се прво метаболишу, док се поларни чешће излучују непромењени.
Главни пут излучивања је преко бубрега (урина), а лек се може излучивати и преко жучи, дигестивног тракта, пљувачке, плућа, зноја, млека, па и суза.
Могућа је поновна ресорпција лека из урина, жучи, саливе и црева.
Излучивање млеком је од значаја код дојења. Мајке које користе антитиреоидне лекове, литијум, хлорамфеникол, сулфонамиде и цитостатике не смеју да доје. Између осталог, млеком се излучује и алкохол.

## Одговор организма
Након примене лека долази до промене физиолошких функција и биохемијских процеса. Ефекат лека зависи од примењене дозе, али и унутрашњих фактора организама (старост, пол, раса, болест), као и од места примене. Однос дозе и ефекта лека никада није линеаран. Дејство лека се може остварити на месту примене (локално) или након ресорпције и расподеле (системско). Дејства лека се деле на главно (жељено) и нежељена дејства. Најчешће су нежељена дејства повезана са самим механизмом деловања лека, али се могу јавити и алергијске реакције, које нису директно у вези са механизмом дејства лека.
Високе дозе лека могу бити токсичне, а распон између терапијских и токсичних доза представља терапијску ширину лека. Што је терапијка ширина већа лек је безбеднији.
Механизам дејства је расветљен за већину лекова и најчешће захтева интеракцију између лека и ћелијског рецептора. Уколико се лек везује за више рецептора (нпр. антихистаминици) каже се да је такав лек прљав. Неки лекови остварују дејство тако што ометају природан метаболизам – овако између осталог делују статини и неки цитостатици.
Лекови могу изазвати зависност (психичку или физичку). Могућ је развој и толеранције, тако да је потребно повећање дозе ради постизања истог ефекта.